# Seeland (Elveția)
Seeland în Elveția este numit și Drei-Seen-Land (Țara celor trei lacuri) din Elveția, cuprinde regiunea lacurilor Bielersee, Neuenburgersee și Murtensee. Mai demult această regiune era teritoriul inundabil cu smârcuri al râului Aare. După progamul de asanare numit „Juragewässerkorrektion” s-a extins terenul agrar, regiunea devenind un furnizor important de zarzavaturi al Elveției.

## Limbi vorbite
In Seeland se vorbește germana cu dialect elvețian și franceza. In orașele Biel/Bienne și Murten se vorbesc ambele limbi, însă domină dialectul german pe când în Neuenburg NE domină limba franceză. 

## Galerie

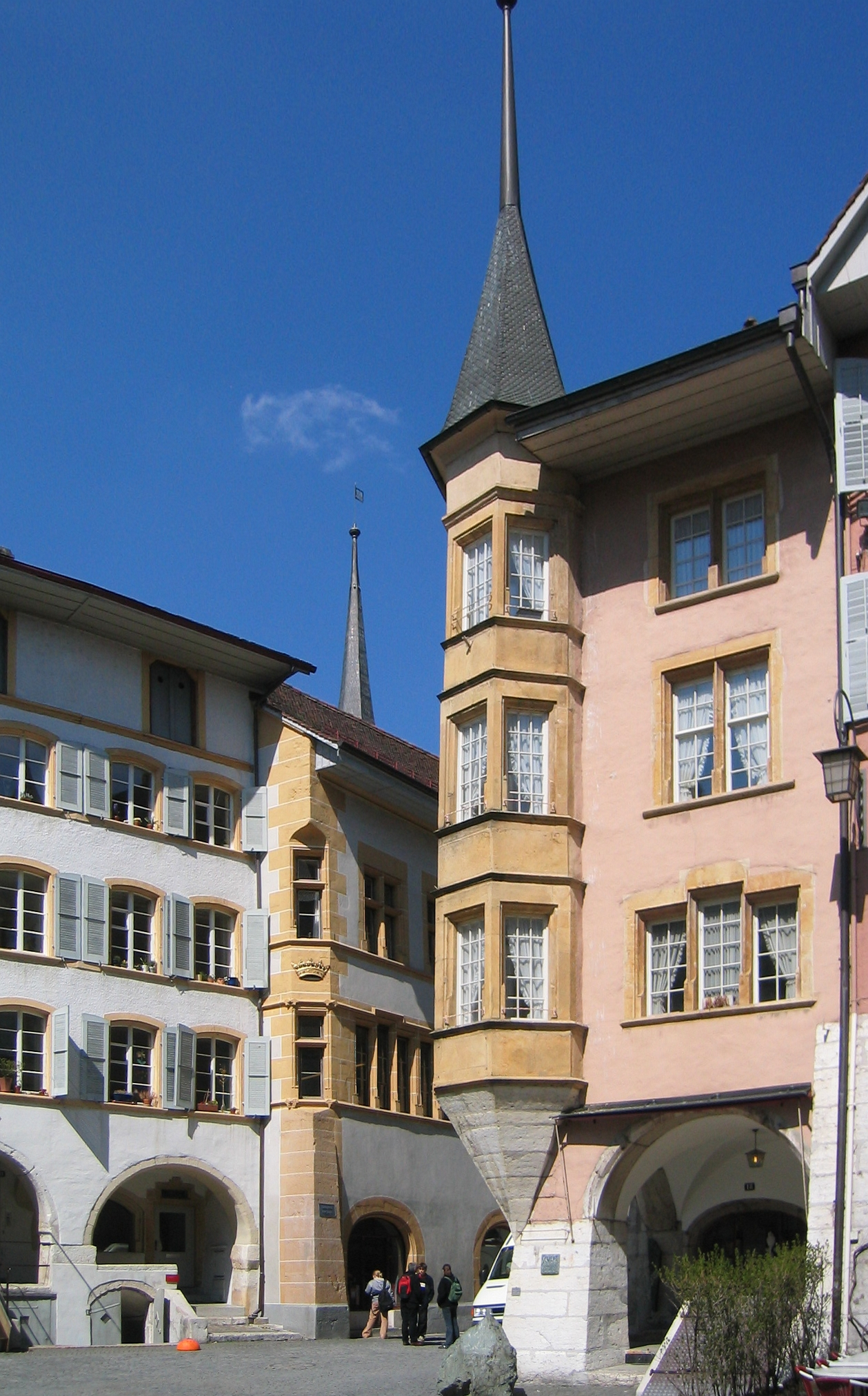
Ring in Biel
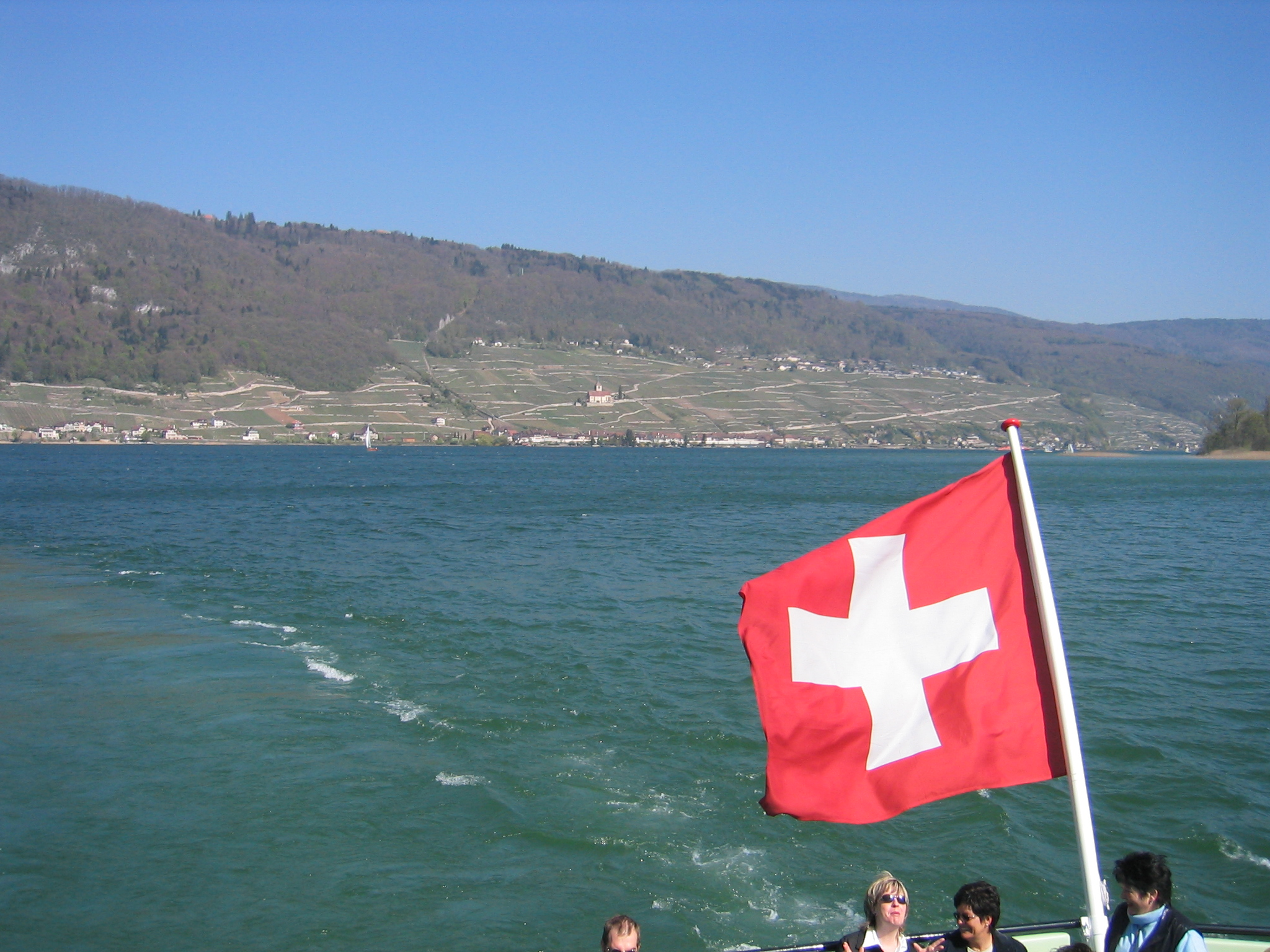
Bielersee
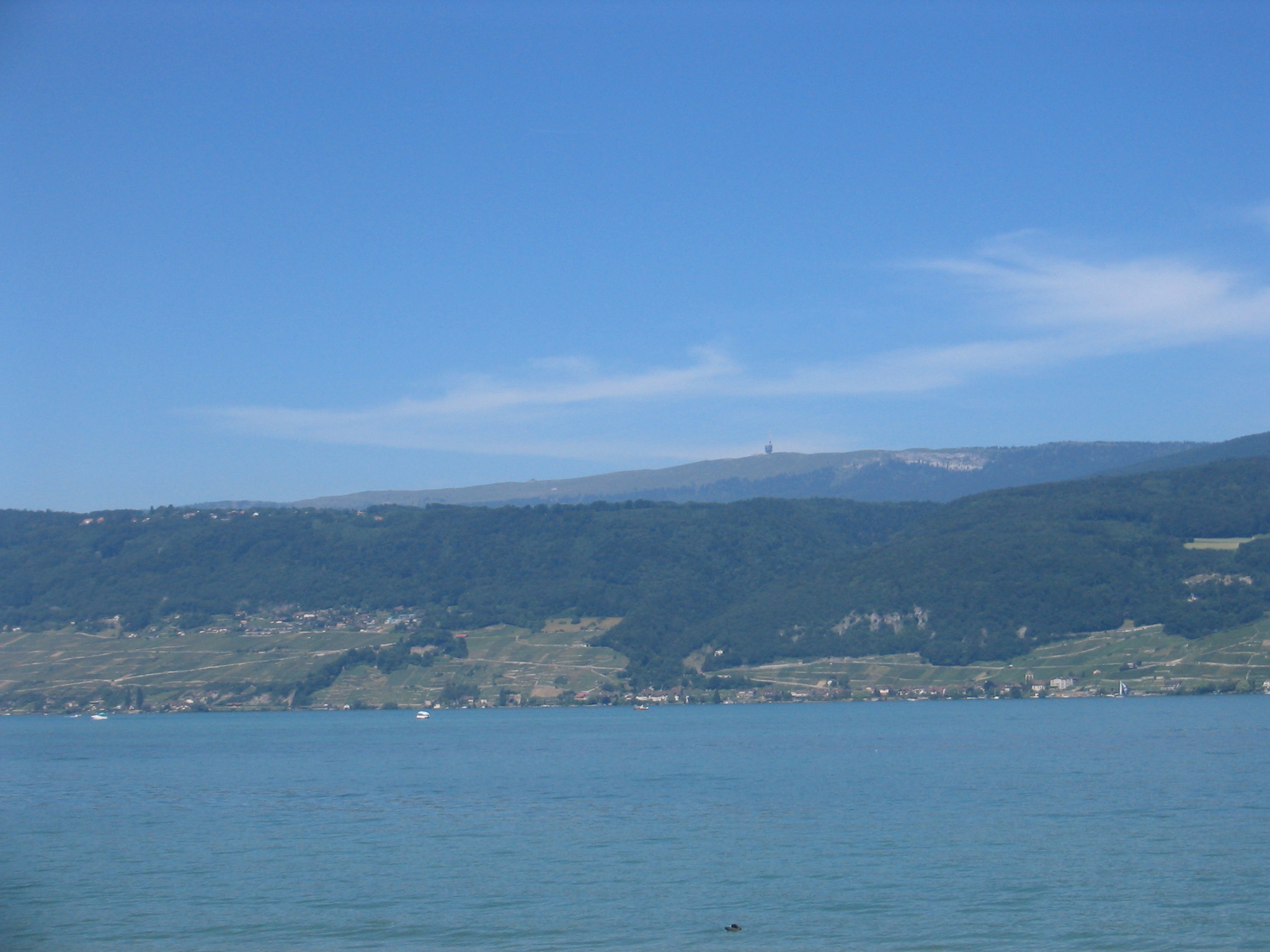
Bielersee, Chasseral im Hintergrund
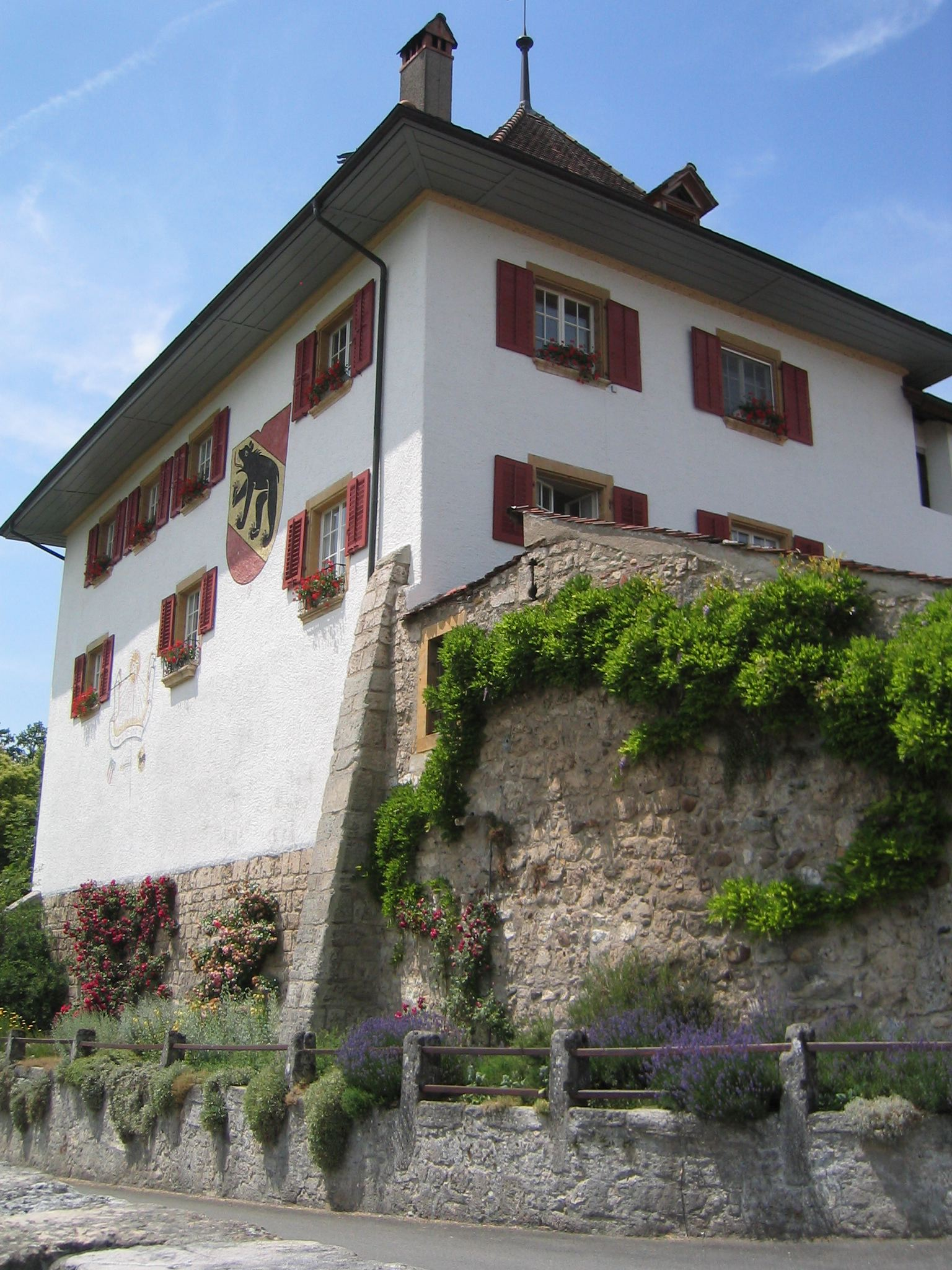
Schloss Erlach